# Insouciance (film)
Pour plus de détails, voir Fiche technique et Distribution.
Insouciance (The Butterfly on the Wheel) est un film muet américain de Maurice Tourneur, sorti en 1915.

## Synopsis
Admaston s'occupe plus de ses affaires que de sa femme. Celle-ci, insouciante, reçoit parfois Collingwood, un ami de son mari. Un jour, une remarque de Lady Attwill, une de leurs connaissances, rend jaloux le mari. Mais il finira par découvrir lors du procès en divorce qu'il n'avait rien à craindre de sa femme et de son ami.

## Fiche technique
- Titre original : The Butterfly on the Wheel
- Titre français : Insouciance
- Réalisation : Maurice Tourneur
- Assistant : Clarence Brown
- Scénario : E. Magnus Ingleton, d'après la pièce A Butterfly on the Wheel d'Edward Hemmerde et Francis Neilson
- Photographie : Lucien Andriot, Sol Polito
- Montage : Clarence Brown
- Production : William A. Brady
- Société de production : Shubert Film Corporation[1], Equitable Pictures[2]
- Société de distribution : World Film Corporation
- Pays de production :  États-Unis
- Langue originale : anglais
- Format : noir et blanc — 35 mm — 1,37:1 — Muet
- Genre : drame
- Durée : 50 minutes (5 bobines)
- Date de sortie :
  - États-Unis : 15 novembre 1915
- Licence : domaine public

## Distribution
- Holbrook Blinn : Admaston
- Vivian Martin : Peggy Admaston
- George Relph : Collingwood
- June Elvidge : Lady Attwill
- Johnny Hines